# Fimbristylis fimbristyloides
Fimbristylis fimbristyloides är en halvgräsart som först beskrevs av Ferdinand von Mueller, och fick sitt nu gällande namn av George Claridge Druce. Fimbristylis fimbristyloides ingår i släktet Fimbristylis och familjen halvgräs. Inga underarter finns listade i Catalogue of Life.